# Tōru Kaburagi
Tōru Kaburagi (jap. 鏑木 享, Kaburagi Tōru; * 18. April 1976 in der Präfektur Ibaraki) ist ein ehemaliger japanischer Fußballspieler.

## Karriere
Kaburagi erlernte das Fußballspielen in der Schulmannschaft der Mito Junior College High School und der Universitätsmannschaft der Kokushikan-Universität. Seinen ersten Vertrag unterschrieb er 1999 bei den FC Tokyo. Der Verein spielte in der zweithöchsten Liga des Landes, der J2 League. 1999 wurde er mit dem Verein Vizemeister der J2 League und stieg in die J1 League auf. Für den Verein absolvierte er 46 Spiele. 2002 wechselte er zum Zweitligisten Albirex Niigata. Für den Verein absolvierte er fünf Spiele. Danach spielte er bei den Matsumoto Yamaga FC. Ende 2005 beendete er seine Karriere als Fußballspieler.